# Alquízar
Alquízar é um município de Cuba pertencente à província de Artemisa.